# Луис Мамфорд
Луис Мамфорд (октобар 19. 1895. – јануар 26. 1990) је био амерички историчар, социолог, филозоф и књижевни критичар. Био је посебно примећен због својих истраживања о градовима и урбаној архитектури али је такође имао значајну каријеру као писац. Мамфорд је био инспирисан радом шкотског теоретичара Сер Патрика Гедеса и блиско је сарађивао са његовим сарадником Виктором Бранфордом. 

## Биографија
Луис Мамфорд је рођен у Њујорку (Флашинг, Квинс). Студирао је на Њујоршком универзитету, смер социолошка истраживања, али се разболео од туберкулозе и морао је да напусти студије. Године 1918. Придружио се морнарици како би учествовао у Првом светском рату, где је био у служби радио електричара. Отпуштен је 1919. године и исте године постаје коуредник тада једног од најутицајнијих мадернистичких књижевних часописа , The Dial. Касније је радио за часопис The New Yorker, где је писао критику архитектуре и давао коментаре на актуелне проблеме.
Мамфордове прве књиге из области књижевне критике имају трајан утицај на савремене америчке књижевне критике. Његова књига Златни дан уједно је и оживела научне радове из 1850. године разних америчких аутора, међу којима је и Херман Мелвил: Учење о његовом животи као и његова визија ефикасно је покренула оживљавање радова Херман Мелвила. Убрзо након тога са књигом The Brown Decades, почео је јасно да се дефинише као важан орган када се ради о америчкој култури и модерном стилу живота, који је он увек интерпретирао у социолошком контексту.
У својој књизи Стање човека (1944), објаснио је својпоглед на учење о човечанству као органски хуманизам . Овај термин је важан зато што ставља ограничења на људске могућности, ограничења која се слажу са природом људског тела. Мамфорд никада није заборављао на квалитет ваздуха, доступност хране, квалитет воде, угодност простора, ствари које човек мора да поштује како би напредовао.

## Идеје
По његовом мишљењу, технологија и процес никада не би били на измаку докле год је органски хуманизам ту да служи као кочница. Из ове перспективе је гледао људски мозак и окарактерисао га хиперактивним, што је добро јер је помогло човечанству да превазиђе многе природне потешкоће, али и потенцијално лоше ако није стимулисано на прави начин. Мамфордово поштовање према људској природи, послужило је као основа за причу о технологији. Његова критика и савети са поштовањем према граду и технологији су организовани око теме органског хуманизма који му је приписан. Из перспективе органског хуманизма је објавио критичку процену Маршала МекЛухана, који је истакао да ће технологија пре природног окружења, на крају преузети главну улогу у природи човечанства. Ту могућност је Мамфорд већ препознао али је гледао на њу као на најгори могући исход.